# Liste der Einträge im National Register of Historic Places in Lowell (Massachusetts)

Lage des Middlesex County in Massachusetts

Die Liste der Einträge im National Register of Historic Places in Lowell in Massachusetts führt alle Bauwerke, National Historic Landmarks und Historic Districts in Lowell auf, die in das National Register of Historic Places aufgenommen wurden.
Die vorliegende Liste wurde aufgrund der Vielzahl an Einträgen in Lowell ausgelagert und ist integraler Bestandteil der Liste der Einträge im National Register of Historic Places im Middlesex County.

## Legende
| NRHP | Historic Place             |
| HD   | Historic District          |
| NHLD | Historic Landmark District |

## Aktuelle Einträge
| [ 2 ] | Name                                                 | Bild                                                 | Eintragsdatum                 | Lage                                                                                   | Ort    | Beschreibung |
| ----- | ---------------------------------------------------- | ---------------------------------------------------- | ----------------------------- | -------------------------------------------------------------------------------------- | ------ | --- |
| 1     | Allen House                                          | Allen House                                          | 11. Aug. 1982 ID-Nr. 82001992 | 2 Solomont Way 42° 38′ 33″ N, 71° 20′ 12″ W                                            | Lowell | Im Register unter der Adresse 57 Rolfe Street eingetragen, die heute Teil des Campus der University of Massachusetts Lowell ist. |
| 2     | Andover Street Historic District                     | Andover Street Historic District                     | 2. Juni 2000 ID-Nr. 00000568  | 245–834 Andover St., 569, 579 E. Merrimack St. 42° 38′ 37″ N, 71° 17′ 11″ W            | Lowell | |
| 3     | Belvidere Hill Historic District                     | Belvidere Hill Historic District                     | 26. Mai 1995 ID-Nr. 95000656  | 42° 38′ 17″ N, 71° 17′ 34″ W                                                           | Lowell | |
| 4     | Jerathmell Bowers House                              | Jerathmell Bowers House                              | 28. Jan. 1994 ID-Nr. 93001588 | 150 Wood St. 42° 37′ 50″ N, 71° 21′ 19″ W                                              | Lowell | |
| 5     | Jonathan Bowers House                                | Jonathan Bowers House                                | 18. Juni 1976 ID-Nr. 76000253 | 58 Wannalancit St. 42° 38′ 46″ N, 71° 19′ 42″ W                                        | Lowell | |
| 6     | Brown-Maynard House                                  | Brown-Maynard House                                  | 2. Juli 1986 ID-Nr. 86001460  | 84 Tenth St. 42° 39′ 16″ N, 71° 17′ 58″ W                                              | Lowell | |
| 7     | Butler School                                        | weitere Bilder                                       | 2. Feb. 1995 ID-Nr. 94001634  | 812 Gorham St. 42° 37′ 50″ N, 71° 18′ 30″ W                                            | Lowell | |
| 8     | Chelmsford Glass Works’ Long House                   | Chelmsford Glass Works’ Long House                   | 25. Jan. 1973 ID-Nr. 73000302 | 139–141 Baldwin St. 42° 38′ 2,2″ N, 71° 20′ 57,2″ W                                    | Lowell | |
| 9     | City Hall Historic District                          | City Hall Historic District                          | 21. Apr. 1975 ID-Nr. 75000156 | 42° 38′ 46″ N, 71° 18′ 48″ W                                                           | Lowell | |
| 10    | Colburn School                                       | weitere Bilder                                       | 19. Mai 1995 ID-Nr. 94001592  | 136 Lawrence St. 42° 38′ 23″ N, 71° 18′ 16″ W                                          | Lowell | |
| 11    | Flagg-Coburn House                                   | Flagg-Coburn House                                   | 15. Mai 1986 ID-Nr. 86001052  | 722 E. Merrimack St. 42° 38′ 45″ N, 71° 17′ 14″ W                                      | Lowell | |
| 12    | Warren Fox Building                                  | Warren Fox Building                                  | 12. Okt. 1989 ID-Nr. 89001609 | 190–196 Middlesex St. 42° 38′ 26″ N, 71° 18′ 45″ W                                     | Lowell | |
| 13    | Grace Universalist Church                            | Grace Universalist Church                            | 11. März 2011 ID-Nr. 11000069 | 44 Princeton Boulevard 42° 38′ 7″ N, 71° 19′ 58″ W                                     | Lowell | Heute St. George Hellenic Orthodox Church                                                                                        |
| 14    | Holy Trinity Greek Orthodox Church                   | Holy Trinity Greek Orthodox Church                   | 13. Apr. 1977 ID-Nr. 77000181 | 62 Lewis St. 42° 38′ 44″ N, 71° 19′ 2″ W                                               | Lowell | |
| 15    | Howe Building                                        | Howe Building                                        | 12. Okt. 1989 ID-Nr. 89001608 | 208 Middlesex St. 42° 38′ 26″ N, 71° 18′ 46″ W                                         | Lowell | |
| 16    | Hoyt-Shedd Estate                                    | Hoyt-Shedd Estate                                    | 17. Mai 1984 ID-Nr. 84002697  | 386–396 Andover St., 569–579 E. Merrimack St. 42° 38′ 35″ N, 71° 17′ 28″ W             | Lowell | |
| 17    | Lowell Cemetery                                      | Lowell Cemetery                                      | 20. Mai 1998 ID-Nr. 98000543  | 984 Lawrence St. 42° 37′ 40″ N, 71° 17′ 42″ W                                          | Lowell | |
| 18    | Lowell Historic Preservation District                | Lowell Historic Preservation District                | 19. Jan. 2001 ID-Nr. 03000170 | 42° 38′ 48,5″ N, 71° 18′ 29,2″ W                                                       | Lowell | |
| 19    | Lowell Locks and Canals Historic District            | weitere Bilder                                       | 13. Aug. 1976 ID-Nr. 76001972 | 42° 38′ 44″ N, 71° 19′ 12″ W                                                           | Lowell | |
| 20    | Lowell National Historical Park                      | Lowell National Historical Park                      | 5. Juni 1978 ID-Nr. 78003149  | Merrimack St. 42° 38′ 47″ N, 71° 19′ 11″ W                                             | Lowell | |
| 21    | Lowell Post Office                                   | weitere Bilder                                       | 4. Okt. 2002 ID-Nr. 02001084  | 89 Appleton St. 42° 38′ 28″ N, 71° 18′ 34″ W                                           | Lowell | |
| 22    | Middlesex Canal                                      | Middlesex Canal                                      | 21. Aug. 1972 ID-Nr. 72000117 | 42° 38′ 16,2″ N, 71° 21′ 2,1″ W                                                        | Lowell | |
| 23    | Middlesex Canal Historic and Archaeological District | Middlesex Canal Historic and Archaeological District | 19. Nov. 2009 ID-Nr. 09000936 | Entlang des historischen Verlaufs des Middlesex Canal 42° 38′ 48,5″ N, 71° 18′ 29,2″ W | Lowell | |
| 24    | Monarch Diner                                        | Monarch Diner                                        | 28. Nov. 2003 ID-Nr. 03001207 | 246 Appleton St. 42° 38′ 21″ N, 71° 18′ 50″ W                                          | Lowell | |
| 25    | Musketaquid Mills                                    | Musketaquid Mills                                    | 9. Dez. 1999 ID-Nr. 99001480  | 131 Davidson St. 42° 38′ 37″ N, 71° 18′ 16″ W                                          | Lowell | |
| 26    | Pawtucket Congregational Church                      | Pawtucket Congregational Church                      | 21. März 2007 ID-Nr. 07000167 | 15 Mammoth Rd. 42° 39′ 2″ N, 71° 19′ 56″ W                                             | Lowell | |
| 27    | Rogers Fort Hill Park Historic District              | Rogers Fort Hill Park Historic District              | 27. Mai 1999 ID-Nr. 99000635  | 42° 38′ 6″ N, 71° 17′ 47″ W                                                            | Lowell | |
| 28    | St. George Antiochian Orthodox Church                | St. George Antiochian Orthodox Church                | 10. Juni 2008 ID-Nr. 08000507 | 61 Bowers St. 42° 38′ 52,5″ N, 71° 19′ 26,4″ W                                         | Lowell | |
| 29    | St. Joseph’s Convent and School                      | St. Joseph’s Convent and School                      | 19. Juli 2002 ID-Nr. 02000789 | 517 Moody St. 42° 39′ 2″ N, 71° 19′ 20″ W                                              | Lowell | |
| 30    | Saint Joseph’s Roman Catholic College for Boys       | weitere Bilder                                       | 24. Feb. 2010 ID-Nr. 10000041 | 760 Merrimack St. 42° 38′ 56,2″ N, 71° 19′ 13,5″ W                                     | Lowell | |
| 31    | St. Patrick’s Church                                 | St. Patrick’s Church                                 | 3. Jan. 1985 ID-Nr. 85000027  | 284 Suffolk St. 42° 38′ 43,1″ N, 71° 19′ 3,1″ W                                        | Lowell | |
| 32    | South Common Historic District                       | South Common Historic District                       | 10. Aug. 1982 ID-Nr. 82001993 | 42° 38′ 13″ N, 71° 18′ 41″ W                                                           | Lowell | |
| 33    | Tyler Park Historic District                         | Tyler Park Historic District                         | 17. Aug. 1989 ID-Nr. 89001056 | 42° 37′ 52″ N, 71° 20′ 27″ W                                                           | Lowell | |
| 34    | United States Post Office                            | weitere Bilder                                       | 10. März 1986 ID-Nr. 86000373 | 50 Kearny Sq. 42° 38′ 43″ N, 71° 18′ 24″ W                                             | Lowell | Wurde 2006 in F. Bradford Morse Federal Building umbenannt.                                                                      |
| 35    | Varnum Building                                      | Varnum Building                                      | 19. Dez. 1988 ID-Nr. 88002752 | 401–405 Bridge St. 42° 39′ 1″ N, 71° 18′ 14″ W                                         | Lowell | Nicht mehr existent. |
| 36    | Varnum School                                        | Varnum School                                        | 24. Jan. 1995 ID-Nr. 94001591 | 103 Sixth St. 42° 39′ 4″ N, 71° 17′ 58″ W                                              | Lowell | |
| 37    | Wamesit Canal-Whipple Mill Industrial Complex        | Wamesit Canal-Whipple Mill Industrial Complex        | 11. Aug. 1982 ID-Nr. 82001994 | 576 Lawrence St. 42° 37′ 57″ N, 71° 18′ 3″ W                                           | Lowell | |
| 38    | Wannalancit Street Historic District                 | Wannalancit Street Historic District                 | 20. Mai 1998 ID-Nr. 98000541  | 14–71 Wannalancit St. und 390, 406 Pawtucket St. 42° 38′ 48″ N, 71° 19′ 46″ W          | Lowell | |
| 39    | Washington Square Historic District                  | Washington Square Historic District                  | 11. Aug. 1982 ID-Nr. 82001995 | 42° 38′ 35″ N, 71° 17′ 54″ W                                                           | Lowell | |
| 40    | Wilder Street Historic District                      | Wilder Street Historic District                      | 26. Mai 1995 ID-Nr. 95000662  | 284–360 Wilder St. 42° 38′ 11″ N, 71° 19′ 56″ W                                        | Lowell | |
| 41    | Worcester House                                      | Worcester House                                      | 22. Dez. 1983 ID-Nr. 83004091 | 658 Andover St. 42° 38′ 42″ N, 71° 16′ 50″ W                                           | Lowell | |